# Livet är underbart (film, 1997)
Livet är underbart (italienska: La vita è bella) är en italiensk dramakomedifilm från 1997 i regi av Roberto Benigni, med manus skrivet av Benigni och Vincenzo Cerami. Benigni spelar även filmens manliga huvudroll, den kvinnliga spelas av skådespelaren och producenten Nicoletta Braschi, tillika Benignis hustru.
Filmen hade biopremiär i Italien den 20 december 1997. Vid David di Donatello-galan 1998 vann filmen i åtta kategorier, däribland bästa film. Vid filmfestivalen i Cannes 1998 vann den Juryns stora pris. Vid Oscarsgalan 1999 vann den tre Oscar, för bästa manliga huvudroll (Benigni), bästa filmmusik (drama) och bästa utländska film.

## Handling
Filmen börjar som en romantisk komedi och berättar historien om en italiensk jude, Guido Orefice (spelad av Roberto Benigni), som i 1930-talets Italien kommer till en ny stad och uppvaktar sitt hjärtas dam Dora (Nicoletta Braschi). Guido och Dora blir med tiden ett par och får en son, Giosuè (Giorgio Cantarini).
Under filmens andra hälft rasar andra världskriget och filmen byter ton. Guido får en dag veta att han och hans son skall deporteras till ett koncentrationsläger. För att hålla hoppet och humöret uppe försöker Guido övertala sin son att lägret endast är en lek där det gäller att samla poäng för att kunna vinna en stridsvagn.

## Rollista i urval
- Roberto Benigni – Guido Orefice
- Nicoletta Braschi – Dora
- Giorgio Cantarini – Giosuè Orefice
- Giustino Durano – farbror Eliseo
- Horst Buchholz – doktor Lessing
- Marisa Paredes – Doras mor
- Sergio Bustric – Ferruccio
- Amerigo Fontani – Rodolfo
- Lydia Alfonsi – Guicciardini
- Giuliana Lojodice – rektorn
- Pietro De Silva – Bartolomeo
- Francesco Guzzo – Vittorino
- Raffaella Lebboroni – Elena